# إن جي سي 549 (مجرة)
NGC 549 هي مجرة حلزونية ضلعية في الكوكبة الجنوبية النحات. اكتشفه عالم الفلك البريطاني جون فريدريك ويليام هيرشل في 29 نوفمبر 1837.